# Сапата, Энджи
Энджи Сапата (англ. Angie Zapata), урождённая Джастин Дэвид Сапата (англ. Justin David Zapata), — американская трансгендерная женщина, которая была избита до смерти в Грили, штат Колорадо. Её убийца Аллен Андраде был признан виновным в убийстве первой степени и совершения преступлении на почве ненависти, поскольку что он убил её, узнав, что она трансгендерна. История и убийство Энджи Сапаты были показаны на испаноязычном телеканале Univision 1 ноября 2009 года на телевизионном шоу «Здесь и сейчас» (исп. Aqui y Ahora).

## Ранняя жизнь
Сапата родилась 5 августа 1989 года, в городе Брайтоне, штат Колорадо, ей дали имя Джастин Дэвид Сапата. С раннего возраста Сапата была женственной и проявляла влечение к мальчикам. В средней школе Сапата раскрыла свою женскую половую идентичность семье и близким друзьям. Она приняла имя Энджи, но в обществе еще сохраняла имя Джастин (или «Джас» для краткости). В возрасте 16 лет Сапата начала жить исключительно как женщина.
У Энджи было три сестры и старший брат — гей по имени Гонсало. Семья Энджи благоприятно относилась к её переходу, хотя её мать беспокоилась за её безопасность.

## Убийство и суд
Сапате было 18 лет, когда она встретилась с Алленом Андраде (31 год на тот момент) через сеть MocoSpace. По словам Андраде, они познакомились 15 июля 2008 года, и провели почти три дня вместе, в течение которых они имели сексуальный контакт. Прокуратура утверждает, что позже Андраде обнаружил, что Сапата была трансгендерна и начал избивать её сначала кулаками, затем огнетушителем — пока Энджи не скончалась. Андраде был арестован находясь за рулём автомобиля Сапаты. Андраде сознался, но не называл свою жертву ни «он», ни «она», а исключительно «это». «Я убил это», — сказал он. Эта деталь поразила даже шефа полиции. Газеты называли Энджи исключительно «она».
Уголовное дело рассматривалось как преступление на почве ненависти, на чем настаивала семья Сапаты. Судебный процесс начался 16 апреля 2009 года. В ходе судебного разбирательства были озвучены тюремные разговоры, в которых Андраде говорил подруге, что «гей-вещи должны умереть».
22 апреля 2009 года Андраде был признан виновным в убийстве первой степени, преступлении на почве ненависти, в краже автотранспорта с отягчающими обстоятельствами и краже личных данных. Он был приговорен к пожизненному заключению в тюрьме без возможности условно-досрочного освобождения. Прежде Андраде имел уже шесть судимостей, и 8 мая 2009 года судья признал его рецидивистом. Это добавило ещё 60 лет тюрьмы.. С октября 2015 года Андраде отбывает срок в исправительном учреждении в городе Стерлинг, штат Колорадо.